# Sam Posey

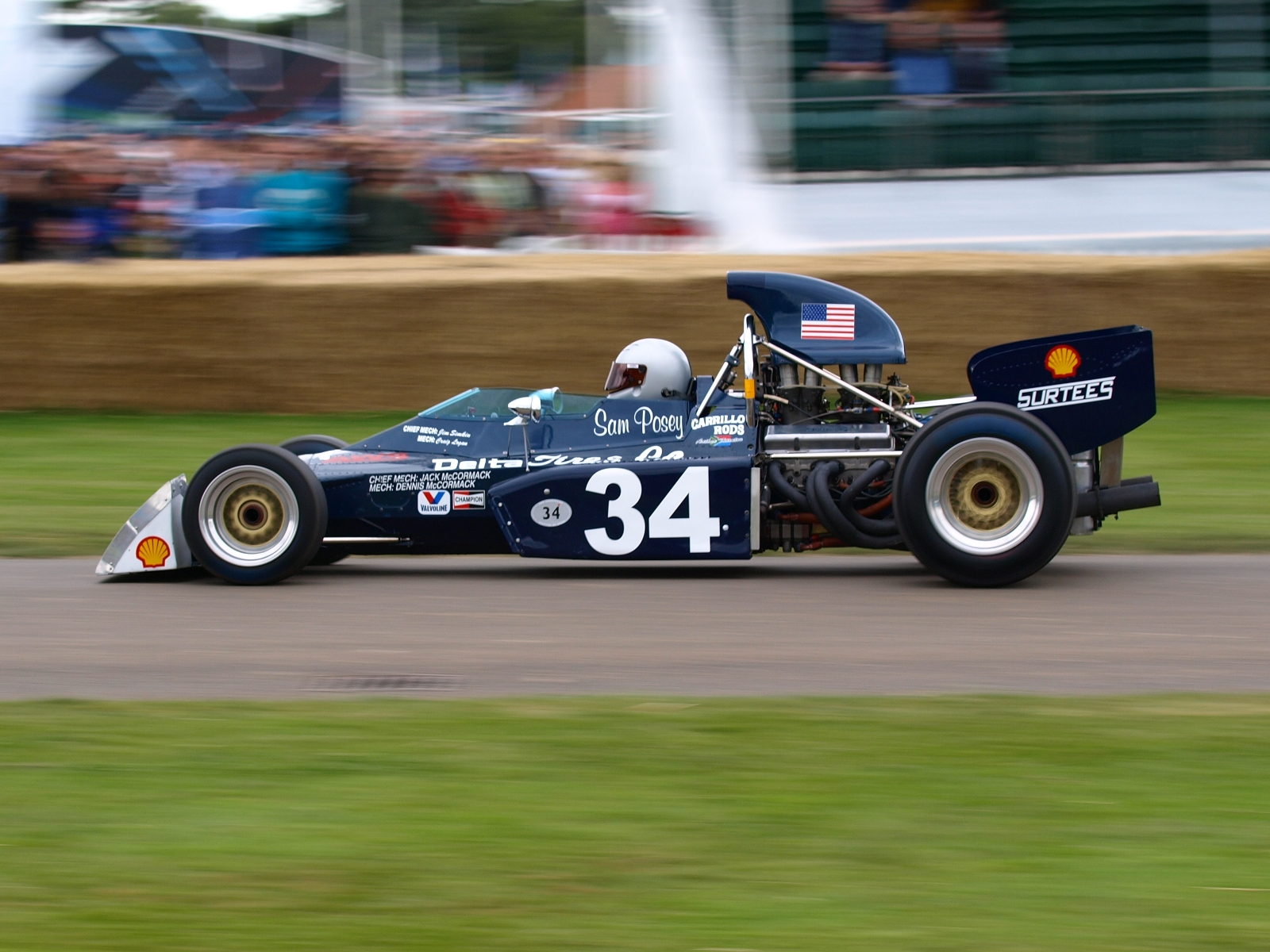
Sam Posey demonstreert zijn Surtees TS9B op Goodwood, 2008

Sam Posey (New York, 26 mei 1944) is een voormalig Amerikaans Formule 1-coureur. Hij nam deel aan zijn thuisrace in 1971 en 1972 voor het team Surtees, maar scoorde hierin geen punten.